# Insulele Mariane
Insulele Mariane sunt o grupă de insule din Oceanul Pacific de nord, ce aparțin Melaneziei fiind o perioadă scurtă de timp colonie germană (1899-1918) o partea de nord a acestor insule Insulele Marianei de Nord aparțin SUA.

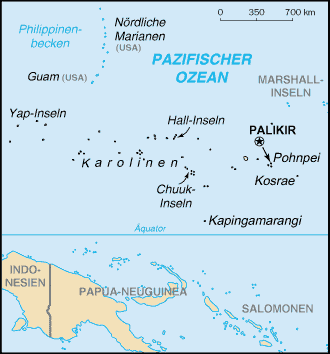
Harta Mikroneziei

## Istoric
În anul 1521 Magellan descoperă insulele ca primul european, denumindu-le Islas de los Ladrones (insulele hoților), deoarece băștinașii au furat diferite obiecte de pe corăbiile portughezilor. Insulele vor intra sub stăpânire spaniolă în anul 1667. Un an mai mai târziu, la inițiativa lui Diego Luis de San Vitores⁠(en)[traduceți], au fost redenumite după regina Mariana de Austria, soția regelui Filip al IV-lea al Spaniei.
După războiul americano-spaniol Spania cedează SUA partea sudică a insulelor iar la 12 februarie 1899 vinde Germaniei partea nordică a insulelor.
După primul război mondial insulele trec sub control japonez, iar după al doilea război mondial, prin hotărâre a ONU, insulele intră sub controlul SUA. Din anul 1978 sunt considerate state asociate iar partea nordică, cu excepția insulei Guam, devine "dependent territory" fiind sub controlul direct al SUA și având o autonomie limitată, aici aflându-se o bază militară americană importantă.
Lângă aceste insule se poate aminti Groapa Marianelor (11 000 m) una dintre cele mai mari adâncimi marine pe glob.